# Kaélé
Kaélé este un oraș din Camerun. Fabrica Diamaor are o unitate de producere a uleiului din semințe de bumbac.